# Athysanella utahna
Athysanella utahna är en insektsart som beskrevs av Henry Fairfield Osborn 1930. Athysanella utahna ingår i släktet Athysanella och familjen dvärgstritar. Inga underarter finns listade i Catalogue of Life.